# Charles Molnar
Charles Edwin Molnar (* 14. März 1935 in Newark, New Jersey; † 13. Dezember 1996 in Sunnyvale, Kalifornien) war ein US-amerikanischer Computer-Konstrukteur und Biophysiker.

## Leben
Molnar studierte Elektrotechnik an der Rutgers University mit dem Bachelor-Abschluss 1956 und dem Master-Abschluss 1957. Als Student entwickelte er mit Wesley A. Clark am Lincoln Laboratory des Massachusetts Institute of Technology (MIT) 1961 den LINC Computer (für Laboratory Instrument Computer). Er gilt als der einer der ersten Mini-Computer (andere frühe Minis waren der PDP-1 von 1959) und wie diese als Vorläufer des Personal Computers. 1966 wurde er am MIT promoviert mit einer Dissertation über numerische Modelle für die Funktionsweise der Gehörschnecke (Cochlea) (Model for the Convergence of Inputs Upon Neurons in the Cochlear Nucleus). Er wandte in seinen Forschungen zur Cochlea damals seinen LINC Computer an.
Molnar war später mit Clark an der Washington University in St. Louis, wo er ab 1965 Associate Professor für Physiologie und Biophysik in der Medizinischen Fakultät und später Professor für Biomedizinisches Rechnen war und 1984 Gründer und erster Direktor des Institute for Biomedical Computing (IBC). 1995 verließ er die Universität und arbeitete für Sun Microsystems, unter anderem mit Ivan Sutherland über Pipeline-Architekturen.
Für die Entwicklung des LINC erhielt er mit Clark und 1983 den Preis des Direktors der National Institutes of Health.